# Nebo (Anastasija Petryk-sang)
 For alternative betydninger, se Nebo. (Se også artikler, som begynder med Nebo)
Nebo (ukrainsk for "Himmel") er en sang, der synges af Anastasiya Petryk fra Ukraine. Anastasiya fremførte sangen til Junior Eurovision Song Contest i 2012.